# Episodi di Indirizzo permanente (quarta stagione)
La quarta stagione della serie televisiva Indirizzo permanente è andata in onda negli Stati Uniti dal 22 settembre 1961 al 30 giugno 1961 sulla ABC.
| nº | Titolo originale         | Prima TV USA      | Titolo italiano | Prima TV Italia |
| -- | ------------------------ | ----------------- | --------------- | --------------- |
| 1  | The Rival Eye Caper      | 22 settembre 1961 |                 |                 |
| 2  | The Desert Spa Caper     | 29 settembre 1961 |                 |                 |
| 3  | The Man in the Crowd     | 5 ottobre 1961    |                 |                 |
| 4  | The Inverness Cape Caper | 13 ottobre 1961   |                 |                 |
| 5  | The Lady Has the Answers | 20 ottobre 1961   |                 |                 |
| 6  | The Unremembered         | 27 ottobre 1961   |                 |                 |
| 7  | Big Boy Blue             | 3 novembre 1961   |                 |                 |
| 8  | The Cold Cash Caper      | 10 novembre 1961  |                 |                 |
| 9  | The Missing Daddy Caper  | 17 novembre 1961  |                 |                 |
| 10 | The Turning Point        | 24 novembre 1961  |                 |                 |
| 11 | The Deadly Solo          | 1º dicembre 1961  |                 |                 |
| 12 | Reserved for Mr. Bailey  | 8 dicembre 1961   |                 |                 |
| 13 | The Navy Caper           | 15 dicembre 1961  |                 |                 |
| 14 | Bullets for Santa        | 22 dicembre 1961  |                 |                 |
| 15 | The Chrome Coffin        | 29 dicembre 1961  |                 |                 |
| 16 | The Down Under Caper     | 5 gennaio 1962    |                 |                 |
| 17 | Mr. Bailey's Honeymoon   | 12 gennaio 1962   |                 |                 |
| 18 | Penthouse on Skid Row    | 19 gennaio 1962   |                 |                 |
| 19 | The Diplomatic Caper     | 26 gennaio 1962   |                 |                 |
| 20 | The Bridal Trail Caper   | 2 febbraio 1962   |                 |                 |
| 21 | The Brass Ring Caper     | 9 febbraio 1962   |                 |                 |
| 22 | The Bel Air Hermit       | 16 febbraio 1962  |                 |                 |
| 23 | The Parallel Caper       | 23 febbraio 1962  |                 |                 |
| 24 | Twice Dead               | 2 marzo 1962      |                 |                 |
| 25 | Jennifer                 | 9 marzo 1962      |                 |                 |
| 26 | The Baker Street Caper   | 16 marzo 1962     |                 |                 |
| 27 | The Long Shot Caper      | 23 marzo 1962     |                 |                 |
| 28 | Violence for Your Furs   | 30 marzo 1962     |                 |                 |
| 29 | The Pet Shop Caper       | 6 aprile 1962     |                 |                 |
| 30 | The Steerer              | 13 aprile 1962    |                 |                 |
| 31 | Ghost of a Memory        | 20 aprile 1962    |                 |                 |
| 32 | The Disappearance        | 27 aprile 1962    |                 |                 |
| 33 | The Lovely American      | 4 maggio 1962     |                 |                 |
| 34 | The Gemmologist Caper    | 11 maggio 1962    |                 |                 |
| 35 | Flight from Escondido    | 18 maggio 1962    |                 |                 |
| 36 | Dress Rehearsal          | 25 maggio 1962    |                 |                 |
| 37 | Framework for a Badge    | 1º giugno 1962    |                 |                 |
| 38 | Pattern for a Bomb       | 8 giugno 1962     |                 |                 |
| 39 | Upbeat                   | 15 aprile 1962    |                 |                 |
| 40 | Nightmare                | 22 giugno 1962    |                 |                 |
| 41 | The Gang's All Here      | 29 giugno 1962    |                 |                 |

## The Rival Eye Caper
- Prima televisiva: 22 settembre 1961

### Trama
- Guest star: Ralph Reed (Phil), Frank London (King), Carol Veazie (Mrs. Lapingham), Bert Remsen (Becket Sharpe), Roger Bacon (Rick), Chad Everett (Anthony Chase), Tom Gilson (Duneboy), Virginia Gregg (Nola Chase), Dawn Wells (Nixie Martin)

## The Desert Spa Caper
- Prima televisiva: 29 settembre 1961

### Trama
- Guest star: Dorothy Green (Margaret Orsini), Lisa Gaye (Janet Hubbell), Vana Leslie, Kathleen Crowley (Claire Dickens), James Gonzalez, Jason Evers (Waco Tate), Elizabeth Allen, Jack Mather (J.J. Hale)

## The Man in the Crowd
- Prima televisiva: 5 ottobre 1961

### Trama
- Guest star: Robert Colbert (R.E. Venge), Jack Edwards (Jonathan Parsons), Tim Graham (Ezra Hawkins), Olan Soule

## The Inverness Cape Caper
- Prima televisiva: 13 ottobre 1961

### Trama
- Guest star: Elisha Cook Jr. (Pony Quist), Ted de Corsia (Goddard), Jay Novello (Wendall Holbrook), Dawn Wells

## The Lady Has the Answers
- Prima televisiva: 20 ottobre 1961

### Trama
- Guest star: Stephen Chase (dottor Blainey), Tom Brown (Lou Maxton), Nina Shipman (Rita Embry), Charles Herbert (Lester Embry), Merry Anders (Lally Embry), Linda Watkins (Mama Embry)

## The Unremembered
- Prima televisiva: 27 ottobre 1961

### Trama
- Guest star: Tristram Coffin (Terry Wilson), John Dehner (Roland Dumont), Lori Kaye (Ginger)

## Big Boy Blue
- Prima televisiva: 3 novembre 1961

### Trama
- Guest star: Angela Greene (Polly Deegan), Biff Elliot (Buddy Blue), Jerry Paris (Tom Gardiner), Maureen Leeds (Lorna Day), Barry Russo (Lee Santly)

## The Cold Cash Caper
- Prima televisiva: 10 novembre 1961

### Trama
- Guest star: Mikki Jamison (Missy Henderson), Gregg Dunn (Hayes), Robert McQueeney (Messler), Ralph Manza (Dietz), John Archer (David Wiley), Mari Blanchard (Jane Wiley), Damian O'Flynn (Cushing)

## The Missing Daddy Caper
- Prima televisiva: 17 novembre 1961

### Trama
- Guest star: Harry Lauter (Duke), Robert Hogan (Chet Willis), William Phipps (Blair), Shary Layne (Ginny), Bernard Fein (Sam Treynor), Grace Lee Whitney (April)

## The Turning Point
- Prima televisiva: 24 novembre 1961

### Trama
- Guest star: Billy Curtis (Monk Carter), Kathie Browne (Mary Minton), Ken Mayer (dottor McElroy), Don Kelly (Nate Minton), David Winters (Speed Minton)

## The Deadly Solo
- Prima televisiva: 1º dicembre 1961

### Trama
- Guest star: George Petrie (Flaherty), Ed Knight (Chris Kern), Jesse White (Marvin Heywood), Lee Philips (Gandy Waters), Janet De Gore (Shawn Waters), Kaye Elhardt (Irene McCallom), Adam Williams (Axel Derwent)

## Reserved for Mr. Bailey
- Prima televisiva: 8 dicembre 1961

### Trama
- Guest star:

## The Navy Caper
- Prima televisiva: 15 dicembre 1961

### Trama
- Guest star: Buzz Martin (Harold Rogers), Ed Kemmer (tenente Cmdr. Don Tyson), Addison Richards (ammiraglio Frederick Benson), Grace Raynor (Carla Beaufort), Ellen Burstyn (Betty Benson), Simon Scott (capitano Bill Ivers)

## Bullets for Santa
- Prima televisiva: 22 dicembre 1961

### Trama
- Guest star: John Howard (David Bonner), Yvonne Craig (Kristan Royal), Gerald Mohr (Artie Henneghan), Marilyn Maxwell (Pauline Grant), Victor Buono (Charlie Case), Ed Prentiss (Walter Kridler)

## The Chrome Coffin
- Prima televisiva: 29 dicembre 1961

### Trama
- Guest star: Charles Robinson (Drake Evans), Paul Langton (Mark Evans), Julie Van Zandt (Hortense), Vaughn Taylor (John Montaigne), Max Baer Jr. (Billy Blackstone), Paul Carr (Eddie Morgan), Floy Dean (Lou Morgan), Martin West (Dave Billings)

## The Down Under Caper
- Prima televisiva: 5 gennaio 1962

### Trama
- Guest star: Ronald Long (Harlan Kreger), Victoria Shaw (Margaret Hughes)

## Mr. Bailey's Honeymoon
- Prima televisiva: 12 gennaio 1962

### Trama
- Guest star: Med Flory (Boone Academy), Evans Evans (Moxie Miller), Burt Mustin (Kibitzer), Elizabeth MacRae (Bette Otterman), William Windom (Calvin Otterman)

## Penthouse on Skid Row
- Prima televisiva: 19 gennaio 1962

### Trama
- Guest star: Stanley Clements (Red Jackson), Lewis Charles (Rocky Craig), Mae Questel (Cuddles McGee), Biff Elliot (Moose Barker), Grace Lee Whitney (Mimi Frazer)

## The Diplomatic Caper
- Prima televisiva: 26 gennaio 1962

### Trama
- Guest star: Amy Douglass (Mrs. Gray), Carolyn Craig (Michelle), Anna Lee (Lela Franklin), Chad Everett (Ross Franklin), Oscar Beregi Jr. (Hugo Brutorz), Henry Brandon (Benin), Edward Colmans (dottor Feld), John Van Dreelen (Volta)

## The Bridal Trail Caper
- Prima televisiva: 2 febbraio 1962

### Trama
- Guest star: Bartlett Robinson (Dean Hartley), Forrest Compton (Steve Culver), Don Wilbanks (Monte Robbins), Don 'Red' Barry (Frank Sully), Dyan Cannon (Kathy Culver), Jack Cassidy (Dick Arnador), Ahna Capri (Karen Bristol), Thomas E. Jackson (zio Byron)

## The Brass Ring Caper
- Prima televisiva: 9 febbraio 1962

### Trama
- Guest star: Robert Ivers (Danny Belmont), Susan Hart (Bobbie), Simon Scott (Brad Kalem), Zeme North (Tina), Marjorie Bennett (Arlene Glascoe), Milton Frome (Walter Glascoe), Joan Tabor (Dolores Carlysle)

## The Bel Air Hermit
- Prima televisiva: 16 febbraio 1962

### Trama
- Guest star: Harry Holcombe (Ben Harvey), Byron Foulger (Clyde Greenfield), Wynn Pearce (Henry Walden), Collette Lyons (Fay Greenfield), Tol Avery (Harlan Wheeler), Jackie Russell (Laurie Cameron)

## The Parallel Caper
- Prima televisiva: 23 febbraio 1962

### Trama
- Guest star: Barry Kelley (Crossman), Allison Hayes (Marianne Winston), Gregg Palmer (Donovan), Lisa Montell (Lucita Martinez), Armand Alzamora (Dante Flora), Danielle De Metz (Nina Ziretti), John Gabriel (Dennis Winston), Carlos Romero (Caesar Martinez)

## Twice Dead
- Prima televisiva: 2 marzo 1962

### Trama
- Guest star: Sharon Hugueny (Jean Lansing), Margaret Hayes (Connie Lansing), Kent Smith (Robert Vincent), Charles Seel (George McHenry), Karl Swenson (Tom Lansing)

## Jennifer
- Prima televisiva: 9 marzo 1962

### Trama
- Guest star: Fabrizio Mioni (Edward de Marivaux / Tristan de Marivaux), Claire Griswold (Jennifer Grey), Lili Valenty (Mme. de Marivaux), Alberto Morin (Fayolle), Donald Woods (Gilbert Cannon)

## The Baker Street Caper
- Prima televisiva: 16 marzo 1962

### Trama
- Guest star: Andrew Duggan (Eric Sommers), Maurice Dallimore (Brookfield), Tudor Owen (ispettore MacGregor), Lester Matthews (Mr. Craythorpe), Walter Burke (Riordan), Richard Peel (Stevens)

## The Long Shot Caper
- Prima televisiva: 23 marzo 1962

### Trama
- Guest star: Roland La Starza (Lippy Torrance), Richard Karlan (Frank Blake), Richard X. Slattery (tenente Chase), Christine Nelson (Lucille Verner), Norman Alden (Lee Mallory), Alan Baxter (Harvey Simms), James Best (Babe Mackie), Hope Summers

## Violence for Your Furs
- Prima televisiva: 30 marzo 1962

### Trama
- Guest star: Paul Birch (Zachary Latimer), Philip Carey (Mac Maguire), Mala Powers (Margo Latimer), Virginia Vincent (Rosalle Pierce)

## The Pet Shop Caper
- Prima televisiva: 6 aprile 1962

### Trama
- Guest star: Jo Morrow (Glory Bea), J. Edward McKinley (Greg MacCauley), Bert Remsen (Unfriendly Jones), Michael Pate (Nicky Madrid / Andrew Cornell), Kathy Bennett (Gloria Cornell), Angela Greene (Martha Cornell), Jerry Strong (sergente Moran)

## The Steerer
- Prima televisiva: 13 aprile 1962

### Trama
- Guest star: Pamela Austin (Betsy Howard), Gregg Dunn, Tom Gilson (Harmie Sinclair), Robert Lowery (Leo McCloskey), Vic Perrin, Barry Russo

## Ghost of a Memory
- Prima televisiva: 20 aprile 1962

### Trama
- Guest star: Chick Chandler (Eddie Carlisle), Kathie Browne (Barbara Main), Gary Vinson (Rod Jenning), Peter Leeds (Phil Kneighler), Jennifer West (Amy Tyler)

## The Disappearance
- Prima televisiva: 27 aprile 1962

### Trama
- Guest star: Victor Buono, John Dehner (dottor Burke), John Litel (Distinguished visitor), Mike Road (Bill Frost)

## The Lovely American
- Prima televisiva: 4 maggio 1962

### Trama
- Guest star: Marianna Hill (Silvana Mello), Lisa Gaye (Angela Ciardi), Nico Minardos (Lorenzo Ferrante), John Marley (Stas), Renzo Cesana (sindaco Ferrante), Penny Santon (Signora Mello)

## The Gemmologist Caper
- Prima televisiva: 11 maggio 1962

### Trama
- Guest star: Marcel Hillaire (ispettore Bordeaux), Oliver McGowan (Jason MacKinter), Joanna Moore (Justine Davis)

## Flight from Escondido
- Prima televisiva: 18 maggio 1962

### Trama
- Guest star: Rafael López (Chula Jimenez), Stacy Harris (Carpie), William Schallert (Steve Alexander), Don Megowan (Jason McKendrick), Rico Alaniz (colonnello Luna), Mario Alcalde (Bevar), Philip Carey (capitano Glen Shore), Iphigenie Castiglioni (Angela Jimenez), Joe De Santis (generale Gutierrez), Elaine Devry (Jennie Day), Gale Garnett (Velia), Susan Seaforth Hayes (Faith Merrick)

## Dress Rehearsal
- Prima televisiva: 25 maggio 1962

### Trama
- Guest star: John Astin, Richard Carlyle (Wayne Fraser), Lisabeth Hush, Diane Jergens (Debby Fraser), Natalie Schafer (Eleanor Fraser), Hanley Stafford (ammiraglio Thomas Kyle)

## Framework for a Badge
- Prima televisiva: 1º giugno 1962

### Trama
- Guest star: Tom Drake (Owen Harris), Richard Devon (Norm Leach), Harry Holcombe (capitano Reynolds), Irene Hervey (Ellen Gilmore), Allison Daniell (Sheri Morgan), Gregg Palmer (Murph Brady)

## Pattern for a Bomb
- Prima televisiva: 8 giugno 1962

### Trama
- Guest star: Jonathan Hole (Mr. Benton), Paul Genge (John Collins), Grant Richards (Jerry Rossi), Joan Marshall (Vicky Landers), Jean Allison (Helen Schmidt), Hal Baylor (Hank Schmidt), Frank DeKova (Jack Bent), Larry Ward (Paul Landers)

## Upbeat
- Prima televisiva: 15 aprile 1962

### Trama
- Guest star: Andrew Duggan (Cal Calhoun), Norman Alden (Rene), Dorothy Provine (Nora Shirley), Eddie Fontaine (Prelle), John Van Dreelen (Van Horn)

## Nightmare
- Prima televisiva: 22 giugno 1962

### Trama
- Guest star: Robert Brubaker (Shafton), Peter Breck (Mark Wade), Andrea King (Charmain Dubois), Robert Cleaves (Clinton Colyer), Anna-Lisa (dottor Abby Reiner), Diana Bourne (Lissa Colyer)

## The Gang's All Here
- Prima televisiva: 29 giugno 1962

### Trama
- Guest star: Sammy Davis Sr. (cassiere), Sammy Davis Jr. (Kid Pepper), Roy Glenn (Big John Pepper), Dick Foran (tenente Ellison), Peter Brown (Timmy Ellison), Jim Waters (controllore)